# Вінчо Христов
Вінчо Христов Шаталов (болг. Винчо Христов Шаталов), він же Страхіл (24 лютого 1918 , Брестово, Ловецька область  — 29 жовтня 1943 , Ловеч ) — учасник Руху Опору під час Другої світової війни. Болгарський партизан з народної бойової роти Чавдар у складі Народно-визвольної повстанської армії.

## Біографія
Вінчо Христов народився 24 лютого 1918 року в селі Брестово на Ловеччині. Походить із незаможної прогресивної сільської родини. У 1932 році закінчив середню школу в рідному селі, після чого поїхав вчитися ремеслу до м. Ловеч. Під впливом прогресивної молоді вступив до складу Робітничого молодіжного союзу.
Відслуживши військову службу в гвардійських частинах, повернувся до села Брестово. Тут він зв'язався з активістами Болгарської робітничої партії. Під впливом Мішо Цонєва в 1940 р. увійшов до БРП (к). Брав активну участь у проведенні Соболєвської акції (агітація за союз з СРСР).
Після того, як болгарський поет і член компартії Христо Карпачев пішов у підпілля, він став його послідовником. У його курені під керівництвом Карпачева був надрукований перший номер партизанської газети «Істина». У 1941—1942 роках брав участь у зборі продовольства, їжі та всього необхідного для партизан.
12 липня 1942 року під час збору та перевезення значної кількості продуктів харчування до села Прелом був затриманий. Його заарештували в муніципалітеті, але йому вдалося втекти. Став на шлях збройної боротьби як партизан у народно-бойовій роті імені Чавдара. Прийняв партизанське прізвисько Страхіл. Його обрали командиром загону.
У травні 1943 року група партизанів, у тому числі Страхіл, була виявлена й оточена. У наступному бою він був схоплений живим і пізніше засуджений до страти. 29 жовтня 1943 року повішений у Ловецькій тюрмі.